# Tjørne-persillelus
Tjørne-persillelus (Dysaphis apiifolia) er en art af bladlus, som lever på to forskellige værtplanter. Vinterværten er forskellige arter af Hvidtjørn, mens sommerværten er slægter og arter inden for Skærmplante-familien. Mens lusene opholder sig på Hvidtjørn, er de lysegrønne. På skærmplanterne kan de have mange farver (grønne, blålige, sorte, brune eller rødlige), men da de er overtrukket af et vokslag, ser de mere eller mindre grålige ud.
Arten er nært beslægtet med Dysaphis foeniculus, som har samme livscyklus og samme biologi som denne art.

## Skadebillede
Lusene fremkalder forkrøblede skud og blade på Hvidtjørn. Desuden indfedter de planten i deres afføring, den sukkerholdige "honningdug", som tiltrækker bier, hvepse og myrer.
På skærmplanterne viser angrebet sig som svækket vækst og tidlig gulfarvning af bestente blade og skudpartier. Også her finder man den fedtede honningdug og slikmundene, især myrer, som forsvarer bladlusene mod eventuelle fjender.

## Livscyklus
Lusene overvintrer som æg, der lægges i barkrevner og bag knopper på Hvidtjørn. Den første generation er udelukkende uvingede hunner, og de klækkes sidst i april, netop som de nye blade dannes. Disse hunner får afkom ved jomfrufødsel og der opstår derfor hurtigt kolonier af lus på værtplanten. Når der begynder af blive trængsel hen mod slutningen af maj, opstår der efterhånden vingede lus. I perioden frem mod slutningen af juli forlader de vingede lus Hvidtjørnen og søger over på planter af Skærmplante-familien, hvor de opholder sig og danner små kolonier frem til slutningen af september og ind i oktober. På dette tidspunkt dannes der en ny generation af vingede hunner og hanner. De opsøger Hvidtjørn, hvor de parrer sig, og hvor hunnerne lægger de overvintrende æg.

## Naturlige fjender
- Edderkop
- Guldøje
- Mariehøne
- Rovbille
- Rovmide
- Rovtæge
- Sangfugl
- Svirreflue
- Ørentvist